# ピアノ五重奏曲 (メトネル)
ピアノ五重奏曲（ピアノごじゅうそうきょく）ハ長調 遺作 は、ニコライ・メトネルが作曲したピアノ五重奏曲。

## 概要
メトネルは1900年にモスクワ音楽院を卒業、ピアニストとしてのキャリアを歩むかに思われたが、タネーエフの説得もあり作曲に専念することを決意する。以降のコンサート出演は自作の紹介を目的とするものとなった。楽譜の出版を請け負ってくれる業者を見つけた彼は、1903年に作品番号1を付けた作品の出版を果たす。これは8曲からなるピアノ独奏のための『Stimmungsbilder』（印象画集）である。ロシア革命後の1921年に祖国を後にしたメトネルはドイツやフランスに居を構え、2回のアメリカへの演奏旅行を経て1935年頃にイングランドに落ち着いた。メトネル最後のピアノ独奏曲は、エドナ・アイレスの招きで1940年に移り住んだウォリックシャーで書かれた『2つのエレジー』作品59だった。彼はさらに1940年から1943年頃にかけてピアノ協奏曲第3番 作品60を書き上げ、1944年に自らの演奏で初演している。以降は1942年に心臓を患ったことも相まって演奏会よりも自作の録音に精力を傾けるようになり、『おとぎ話』やピアノ協奏曲第2番の録音を遺した。
ピアノ五重奏曲の最初のスケッチが書かれたのは1903年または1904年であったが、ようやく全曲が完成されたのは1949年のことであり、結果として本作は上述のメトネルの創作期間全体をかけて取り組まれた作品となった。作曲者自身、本作を自作の集大成にしようと意図していたらしい。その結果、この作品はメトネル最後の完成作品にして、初期の瑞々しい着想が円熟の技法で纏め上げられた楽曲となっている。メトネル自身が本作を演奏することはかなわず、初演はコリン・ホースリーによって行われた。

## 楽曲構成

### 第1楽章
Molto placido 4/4拍子 ハ長調
規模の大きな序奏で開始する。緩やかなピアノのアルペッジョと弦のピッツィカートに続いてチェロが主題を奏する（譜例1）。ビブラートをかけないようにとの指示がある。ピアノによって繰り返される。
譜例1
譜例1を利用しながら進んでいった先で速度を上げ、新しい楽想が現れる（譜例2）。この主題は『ディエス・イレ』を想起させる。
譜例2
ここから譜例1と譜例2（特に5小節目からのフレーズ）が組み合わされつつ展開が行われる。精力的な展開の果てに一度勢いを失うが、マエストーソで突然全楽器のアルペッジョが挿入されると、カンタービレの指示の下で新たな旋律が奏される（譜例3）。
譜例3
譜例3を歌わせながら音量を増した頂点で譜例2が回帰する。譜例2と譜例3が組み合わされたコーダが繰り広げられ、最後はハ長調の主和音をアルペッジョで奏でつつ弱音に静まっていく。

### 第2楽章
Andantino con moto 4/4拍子 イ短調
冒頭から弦楽器が譜例4を奏する。この旋律はロシア正教会の古い旋律に深く根差しており、ただちにピアノ独奏で繰り返される。旋律の後半についても同じ扱いとなる。
譜例4
続いて新しい旋律要素が導入され、弦楽器とピアノが交代で計4回にわたって歌われる（譜例5）。
譜例5
その後の譜例2の後半部分の登場を皮切りに、譜例3に由来する音型、さらに譜例1が奏され、譜例2が冒頭から再現されると激しさを増す。しかし急速に静まり、アタッカで終楽章へと接続される。

### 第3楽章
Finale: Allegro vivace 2/2拍子 ハ長調
ソナタ形式。前の2つの楽章の合計に匹敵する演奏時間を誇り、極めて複雑なソナタ形式で書かれている。最初の主題はまずピアノで提示され（譜例6）、弦楽器と順次交代しながら進んでいく。
譜例6
譜例3と譜例2を用いた経過を挟み、次の主題へ向けた準備が行われる。第2主題はメトネル自身が「賛歌」（Hymn）と呼んだ譜例7で、明るさと喜びに溢れた旋律である。
譜例7
譜例7を使って提示部が結ばれて展開が開始される。譜例7のリズムが弦楽器に残る中、ピアノが譜例4を奏でる。その後は譜例7と譜例7の提示直前のフレーズを用いて進み、やがて様々な材料が集まってくる。「複数の多声部の組み合わせによる戦場」と形容される複雑な対位法的処理が行われる。譜例2の強奏から再現に入り、譜例6が繰り返し奏されていく。譜例4、譜例2、譜例1などを使用した経過を経て譜例7がハ長調で再現される。コーダには譜例7を用いて、勢いを維持したまま全曲を終わりへと導く。